# SPring-8
SPring-8 (англ. Super Photon ring – 8 GeV) — ускорительный комплекс, источник синхротронного излучения третьего поколения с самой высокой в мире энергией 8 ГэВ, расположенный в префектуре Хёго, Япония.
| Основные параметры синхротрона | Основные параметры синхротрона |
| ------------------------------ | ------------------------------ |
| Энергия электронов, E          | 8 ГэВ                          |
| Периметр, П                    | 1436 м                         |
| Горизонтальный эмиттанс, εx    | 3 нм·рад                       |
| Время жизни пучка, τ           | 100 часов                      |
| Полный ток пучка, Ib           | 100 мА                         |

Комплекс состоит из линака на энергию 1 ГэВ, бустерного синхротрона периметром 396 м на энергию до 8 ГэВ с частотой циклирования 1 Гц, и, собственно, накопительного кольца SPring-8. На кольце организовано свыше 50 выводов синхротронного излучения для различных экспериментов.
Один из экспериментов (Laser Electron Photon Experiment at SPring-8 — LEPS) использует гамма-кванты высокой энергии (ГэВ), полученные обратным комптоновским рассеянием лазерного излучения на пучке электронов, для нужд физики элементарных частиц. Коллаборация известна сообщениями об обнаружении пентакварков.